# Brigitte Lange (Politikerin, 1939)
Brigitte Lange (* 6. November 1939 in Mauersberg; † 14. März 2012 in Marburg) war eine deutsche Politikerin (SPD) und ehemalige Abgeordnete des Deutschen Bundestages.

## Leben
Lange studierte nach dem Abitur die Studiengänge Pädagogik und Germanistik. Sie war Mitglied verschiedener wohltätiger Organisationen, wie der Arbeiterwohlfahrt und der Vereinigung Gegen Vergessen – Für Demokratie. Sie gehörte seit 1972 der SPD an, für die sie bis 1994 verschiedene Vorstandsfunktionen, sowohl auf Orts- und Bezirksebene, ausübte. Seit 1972 gehörte sie auch dem Kreistag Marburg-Biedenkopf an, im Jahr 1990 wurde sie in den Bundestag gewählt, dem sie bis 2002 angehörte.